# Islamischer Staat (Theorie)
Der islamische Staat (arabisch الدولة الإسلامية, DMG ad-daula al-islāmīya) ist ein theokratisches Konzept, das seit der Mitte des 20. Jahrhunderts eine große Rolle im islamischen politischen Denken spielt, insbesondere im Islamismus.
Viele gegenwärtige Staaten, die für sich in Anspruch nehmen, einen islamischen Staat zu verwirklichen, bezeichnen sich selbst als Islamische Republik. Eine spezifische islamische Staatsform gibt es allerdings nicht. In islamischen Republiken ist der Islam als Staatsreligion in der Verfassung verankert, und in der Gesetzgebung findet in Teilen oder als Ganzes die Scharia Anwendung – dies im Unterschied zu Staaten, in denen Muslime zwar die Mehrheit bilden und die von islamischer Kultur geprägt sind, aber gleichwohl unter säkular-nationalistischer Führung stehen. Durchgängig beachtet wird diese Unterscheidung nicht; so bezeichnet etwa die Organisation für Islamische Zusammenarbeit alle ihre Mitglieder als „islamische Staaten“.

## Ideologische Grundlagen
Muslime, die nach der Errichtung eines islamischen Staates streben oder sich für die Aufrechterhaltung eines solchen einsetzen, werden oft als Islamisten (islāmīyūn) bezeichnet. In ihrem politischen Denken berufen sie sich darauf, dass der Prophet Mohammed selbst einen islamischen Staat gegründet habe (→ Gemeindeordnung von Medina). Im Mittelpunkt ihres Staatsmodells steht die Scharia. Die dafür normsetzenden Quellen, der Koran sowie die Hadithe über die Handlungsweise des Propheten (Sunna), liefern nur ziemlich allgemeine Anweisungen zur Regulierung des politischen Lebens. Ihrem Denken, das nach islamischer Vorstellung auf die Gottergebenheit (al-Ichlās) und die ʿAqīda als Grundlagen einer „gottgefälligen“ Lebensweise zu richten ist, setzt das Verbot der Einführung von „Neuerungen“ (Bidʿa), die mit der Überlieferung im Widerspruch stehen, Grenzen. Letzteres gilt in besonderem Maß für die konservative Strömung der Salafisten.
Viele islamistische Fundamentalisten sehen den Staat als einen Teil der vom Islam strikt geregelten Lebensbereiche an (→ Integralismus). Gott (Allah) sei der Inhaber der absoluten Souveränität (hākimiyya) und habe durch den Koran und den Propheten bereits in Form der Scharia einen gesetzlichen Rahmen für die Lebensführung aller Menschen abschließend offenbart und verbindlich vorgegeben (→ Rigorismus). In der Scharia drücke sich der für den menschlichen Verstand unerforschliche Wille Gottes aus (→ Vorsehung im Islam, Qadar). Volk oder Herrschern sprechen sie allenfalls eine „relative, abgeleitete Souveränität“ zu. Die Kompetenz zur Gesetzgebung sprechen sie Volk und Herrschern ab, sobald und soweit sie Recht schaffen, das in ihren Augen dem islamischen Glaubensfundament als dem göttlichen Recht widerspricht. Staat und Herrscher haben für sie die Aufgabe, die „Rechtsansprüche Allahs“ (ḥuqūqu ʾllāh) zu wahren, indem sie als „Sachwalter Gottes“ handeln und die Scharia durchsetzen, etwa durch Religionspolizei, durch Hisbah und durch Hadd-Strafen. Trotz des koranischen Diktums Es gibt keinen Zwang in der Religion sehen fundamentalistische Konzepte eines islamischen Staats für Nichtmuslime (Kuffār) eine Sonderbehandlung vor (Siyar): Als „Schutzbefohlene“ unterliegen sie entweder dem Regime der Dhimma und zahlen eine Sondersteuer (Dschizya) oder sie haben als ein Musta'min einen zeitlich beschränkten Schutzstatus erlangt; andere Nichtmuslime werden nicht geschützt und können unter Umständen getötet, versklavt oder vertrieben werden, auch bekennende Muslime, die für Nichtmuslime gehalten werden (Takfīr). Ein Apostat (Murtadd) hat nach islamischem Recht die Todesstrafe zu erwarten.
Außerdem zählen Fundamentalisten die Ausbreitung des Islam (futūḥ) zu den Aufgaben des Staates. Hierzu soll der islamische Staat insbesondere die islamische Mission (Daʿwa) der Dāʿiya ermöglichen und fördern, während die Religionsausübung und Mission anderer Religionen zu verbieten oder einzuschränken ist. Der Islamisierung des öffentlichen Lebens dient auch, dass Religionslosigkeit bzw. eine Weltanschauung, die die Anhänger des islamischen Staats als Heidentum einstufen, die Klassifizierung einer entsprechenden Person als Kāfir und folglich Restriktionen und Verfolgungen bis hin zur Todesstrafe nach sich ziehen. Im Dschihadismus, einer militanten Strömung des Islamismus, wird unter Berufung auf das islamische Konzept des Dschihad der Standpunkt vertreten, dass der islamische Staat mit Waffengewalt und Terror errichtet und ausgedehnt werden sollte. Akteure, die dabei umkommen, ehren Dschihadisten – unterlegt durch eschatologische Vorstellungen des Islam (→ Dschanna, Huris) – ebenso als Märtyrer (Schahid) wie die Kämpfer (Mudschaheddin), die bei der islamischen Expansion in der Blütezeit des Islam starben. Legitimation für ihren Absolutheitsanspruch glauben sie insbesondere aus Sure 3, Vers 110, des Koran zu beziehen. Demnach ist es die Aufgabe der Muslime als der „besten Gemeinschaft, die unter den Menschen entstanden ist“, das Rechte zu gebieten und das Verwerfliche zu verbieten. Als Bekenner des Tauhīd komme ihnen allein das Merkmal des Monotheismus und damit der Rechtgläubigkeit zu. Ein Konzept der Freiheit und der Gleichheitssatz, wie sie etwa in der Allgemeinen Erklärung der Menschenrechte enthalten sind, liegen dem islamischen Fundamentalismus fern.
Zur Begründung von Konzepten eines islamischen Staats wurde vielfach die holistische Maxime der „Einheit von Religion und Staat im Islam“ (al-Islām dīn wa-daula) herangezogen. Dieses ideologische Postulat, das die Fiktion einer Übereinstimmung von Glaubensgemeinschaft und Staat in territorialer, rechtlicher und kultureller Hinsicht propagiert, blieb jedoch nicht unumstritten, und es mündete auch nicht in einer einheitlichen islamischen Staatstheorie, ebenso wenig in einer einheitlichen islamischen Wirtschaftstheorie. In Prozessen der Re-Islamisierung stehen islamistische Vorstellungen über Herrschaft und Staatsform oft in einem historischen Bezug und verstehen sich als Fortsetzung eines politischen Machtanspruchs, der sich in der Vergangenheit in der Existenz muslimischer Reiche und besonders in der Gestalt des Kalifats verkörperte. Die staatliche Organisation des Kalifats im frühen Islam kann beispielhaft an den Maßnahmen abgelesen werden, die im 7. nachchristlichen Jahrhundert von ʿUmar ibn al-Chattāb getroffen wurden.

## Geschichte

### Frühe Entwicklungen
An der Frage der Stellvertreterschaft Gottes (ḫalīfat Allāh) und der Nachfolge des Gottesgesandten Mohammed (ḫalīfat rasūl Allāh), der am 8. Juni 632 gestorben war, spaltete sich die ohnehin schon von Spannungen gekennzeichnete islamische Gemeinschaft (Umma) in verschiedene Anhängerschaften, aus denen schließlich verschiedene Glaubensrichtungen des Islam hervorgingen: die Sunniten, die Schiiten und die später fast ganz erloschenen Charidschiten. Innerislamische Konflikte (Fitna, wörtlich: schwere Zeiten), die sich im Verlauf der islamischen Geschichte immer wieder an der Frage des rechtmäßigen Stellvertreters und Nachfolgers, des Kalifen, entzündeten, führten dazu, dass sich die islamische Überlieferung in verschiedene Richtungen entwickelte, wovon auch die Scharia und die islamische Rechtslehre (Fiqh) betroffen waren. Während im sunnitischen Islam bis zum 10. Jahrhundert eine Institutionalisierung der Rechtslehre durch Herausbildung von „Schulen“ im Sinne von Lehrrichtungen des Fiqh (Madhabib) erfolgte, waren die Schiiten in den meisten Teilen der islamischen Welt zunächst über lange Zeit hinweg nicht an der Ausübung politischer Macht und an der Institutionenentwicklung beteiligt; die Schulen der Schia entwickelten sich entsprechend zeitversetzt. Die Aufgabe der untereinander konkurrierenden Schulen bestand im Hinblick auf die staatliche Ordnung beispielsweise darin, zahlreiche Rechtsfragen im Zusammenhang mit der Legitimität und der Ausübung der Herrschaft zu klären, etwa Fragen des kalifalen Machtumfangs und der Schaffung eines einheitlichen Gesetzeskodex, der gleichwohl kaum entstand, sondern eine kasuistische Sammlung von rechtlichen Einzelfallbetrachtungen.
In der Schrift Die Prinzipien der Ansichten der Bewohner der vortrefflichen Stadt (Mabādiʾ ārāʾ ahl al-madīna al-fāḍila) befasste sich der Philosoph Abu Nasr Muhammad al-Farabi (um 872–950) mit den Merkmalen eines idealen Gemeinwesens. In ihm schlössen sich die Individuen zusammen, um Gerechtigkeit, Barmherzigkeit, vernünftige Staatsführung und letztlich Glückseligkeit zu erlangen. Diesen Idealstaat beschrieb al-Farabi mittels Metaphern des menschlichen Körpers. Sein Oberhaupt bedürfe der Zustimmung der islamischen Gemeinschaft. Weitere Ansätze eines islamischen staatstheoretischen Denkens finden sich am Anfang des zweiten Millenniums christlicher Zeitrechnung. In dieser Zeit verfasste der schafiitische Rechtsgelehrte Abū l-Hasan al-Māwardī (972–1058) die Schrift Das Regelwerk des Regierens (al-Aḥkām as-sulṭāniyya). In ihr trug er grundlegende Überlegungen zum Staatsmodell des Kalifats (Imamat) vor. Der aschʿaritische Gelehrte Abū l-Maʿālī ʿAbd al-Malik ibn ʿAbdallāh al-Dschuwainī (1028–1085) äußerte sich ebenfalls zum Kalifat. Er rückte von der bis dahin maßgeblichen Auffassung ab, dass ein Kalif von den Quraisch, dem Stamme Mohammeds, abstammen und durch Gelehrsamkeit hervortreten müsse. Vielmehr vertrat er den Standpunkt, dass ein Herrscher, der die Macht an sich reißt und die islamische Expansion voranbringt, bereits die Tauglichkeit zum Kalifenamt aufweise. Der hanbalitische Gelehrte Ibn Taimīya (1263–1328) entwickelte den Gedanken, dass das Recht auf Aussagen des Korans und der Prophetenüberlieferung (Sunna) zu beruhen und ein Staat die Durchsetzung der Scharia zu garantieren habe. Den Taqlid und Lehren anderer Schulen lehnte er als unzulässige Neuerungen (Bidʿa) ab.

### Entwicklungen vom 19. bis 20. Jahrhundert
Das 19. Jahrhundert war als Folge von Kolonialismus und Imperialismus durch eine starke Berührung der islamischen Welt mit europäischer Politik, Kultur und Zivilisation geprägt. Das Modell des westlichen National- und Verfassungsstaats galt vielen als Vorbild. Ein islamisches Modell des Staates, das Antworten auf zeitgenössische Probleme der Organisation von politischer Herrschaft bot, stand nicht zur Verfügung. Seit 1883 stand die These Ernest Renans im Raum, dass Islam sowie tradiertes islamisches Denken und Fühlen der Moderne und dem Fortschritt im Wege stünden (→ Renans Briefwechsel mit al-Afghani). Ende des 19. Jahrhunderts begannen islamische Denker sodann überhaupt erst damit, eine politische Philosophie über den modernen Staat aus dem Islam abzuleiten, etwa Dschamal ad-Din al-Afghani und Muhammad Abduh, die in Richtung panarabischer und panislamischer Konzepte dachten (→ Nahda) und – mit Blick auf eine von ihnen gesehene Gefahr der Verwestlichung – in der Rückbesinnung auf die Lebensweise der islamischen Vorfahren (Salafismus) Antworten auf politische Fragen der Zeit suchten. Beide beriefen sich insbesondere auf die Rechtstheorie und das Staatsverständnis des Hanbaliten Ibn Taimīya. Die aus ihren Ansätzen hervorgegangenen Strömungen, die so auf die Reformierung der islamischen Gesellschaft und der politischen Herrschaft zielen, werden als „Reformislam“ oder als „islamischer Reformismus“ bezeichnet. Ihr Versuch, eine gezielte Auslegung des Korans und eine Auswahl der als „gültig“ zu befindenden Hadithe vorzunehmen, stieß auf Widerstand etablierter islamischer Gelehrter, die ihre Stellung als alleinige Sachwalter der Scharia dadurch untergraben sahen. Eine Auseinandersetzung mit Ideen des Westens und den Versuch einer Neuinterpretation islamischer Grundlagen zeigen auch die einflussreichen Schriften von Sayyid Ahmad Khan. Eine vergleichbare Reformbewegung, die sich in dieser Zeit im Kaiserreich Russland etablierte, war der Dschadidismus.
Das Osmanische Reich startete 1839 durch eine tiefgreifende Politik der „Neuordnung“ (Tanzimat) den Versuch einer Modernisierung nach westlichen Vorbildern. Als konstitutionalistische Komponente dieser Modernisierung führte es 1876 die Osmanische Verfassung ein. Ziel war es, die wirtschaftlichen und sozialen Probleme zu lösen, die sich verschärft hatten, als Waren aus den industrialisierten europäischen Ländern sich nach Öffnung der osmanischen Märkte dort zulasten einheimischer Produkte und Produzenten erfolgreich durchsetzten. Ein Element der Modernisierung war die Reform des auf Scharia-Recht basierenden Millet-Systems, das später sogar gänzlich beseitigt wurde. 1922 ersetzten die Jungtürken, die der Ansicht waren, dass der Islam und das Festhalten an islamischen Prinzipien für eine Rückständigkeit der Muslime verantwortlich sei, unter ihrem Anführer Mustafa Kemal Pascha die gesamte staatliche Ordnung des Osmanischen Reichs durch den laizistischen Staat der Türkei. Das alte auf islamischen Traditionen beruhende Recht und das Sultanat wurden abgeschafft. Der letzte osmanische Kalif Abdülmecid II., den die türkische Nationalversammlung am 19. November 1922 wählte, hatte in der neuen kemalistischen Ordnung nur noch eine religiöse Funktion zu bekleiden.
In dieser Situation des Umbruchs propagierte der islamische Theologe Raschīd Ridā die von ʿAbd ar-Rahmān al-Kawākibī übernommene Idee, dass idealerweise der arabische Kalif der führende Gelehrte aller Muslime sei. Ridā veröffentlichte seine „Kalifatschrift“ 1922 unter dem Titel Das Kalifat oder das größte Imamat (al-Ḫilāfa au al-imāma al-ʿuẓmā). Am 5./6. März 1924 wurde der Haschimit Hussein ibn Ali auf Veranlassung seines Sohnes Abdallah zum neuen Kalifen ausgerufen, nachdem die türkische Nationalversammlung den letzten osmanischen Kalifen Abdülmecid II. am 3. März 1924 abgesetzt hatte. Die Ausrufung Husseins zum neuen Kalifen war eine Idee, die seit 1914 von britischen Militärs, unter ihnen Lord Kitchener, ins Spiel gebracht worden war. Der diesem Titel innewohnende Anspruch der Herrschaft über alle Muslime wurde jedoch nicht allseits anerkannt und war in der Folge Gegenstand vieler Diskussionen in der muslimischen Welt. Die Mehrzahl der indischen, ägyptischen, nordafrikanischen und südostasiatischen Gelehrten betrachteten das Kalifat Husseins als eine sich auf britische Machenschaften stützende Usurpation.
Die Muslimbrüder übernahmen allerdings das Konzept eines arabischen Kalifats und erweiterten die Idee um den Gedanken, dass die Muslime deshalb in einem Kalifat und nach der Scharia leben müssten, weil der Islam Religion und Staat sei, weil er als umfassendes Konzept alle Bereiche des Lebens regele (→ Hasan al-Bannā, Sayyid Qutb, Daʿwa im 20. Jahrhundert). Bestritten wurde dieser Gedanke durch den Gelehrten ʿAlī ʿAbd ar-Rāziq 1925 mit der Schrift Der Islam und die Grundlagen des Regierens (al-Islām wa-uṣūl al-ḥukm), worin die Trennung von Staat und Religion postuliert wurde. Kernaussagen seines Säkularismus waren die Thesen, dass Mohammed ein Prophet und kein Staatsmann, der Islam eine Religion und kein Staat sei. Diese Gedanken spitzte der Islamgelehrte Gamal al-Banna in jüngerer Zeit auf die These zu, dass ein „ziviler Staat“ nicht auf den Islam als Referenzrahmen gegründet werden könne. Machte man dennoch den Islam zur Grundlage der Gesetzgebung, so säße man – infolge einer großen Zahl von Interpretationen und religiösen Sichtweisen zu verschiedenen Fragen – wie „in einem Whirlpool“.

### Realisierte Staatsmodelle des 20. Jahrhunderts

Karte der „Islamischen Welt“: Islamische Staaten mit voller oder partieller Integration der Scharia in das staatliche Rechtswesen (Dunkelgrün), weitere Staaten mit dem Islam als Staatsreligion (mittleres Grün), uneindeutig verfasste Staaten (leuchtendes Grün) oder säkular verfasste Staaten (Hellgrün), andere (Grau)

Die im Verlauf des 20. Jahrhunderts entstandenen Modelle eines islamischen Staates sind unterschiedlich. Ein Modell eines islamischen Staats repräsentiert das Königreich Saudi-Arabien. Sein wesentliches Kennzeichen ist die prinzipielle Bindung der Herrschaftsausübung an die islamische Denkschule der Wahhābīya und an das islamische Recht, das, ausgelegt von den wahhabitischen Ulama, in den „grundlegenden Instruktionen“ von 1926 als einer Art Verfassung festgehalten worden war. Ein früher und einflussreicher Protagonist der Idee eines islamischen Staats in einer republikanischen Form war Sayyid Abul Ala Maududi, der 1941 in Britisch-Indien die Partei Jamaat-e-Islami gründete, mit dem anfänglichen Ziel, auf dem gesamten Gebiet des noch ungeteilten Indiens einen islamischen Staat zu errichten. Nach der Teilung Indiens hatte er starken Einfluss auf die am 23. März 1956 verkündete Verfassung Pakistans, die erste „islamische Republik“ der Welt. Maududi und Fazlollah Nuri inspirierten Ruhollah Chomeini zu seinem Konzept eines islamischen Staats und zur Islamischen Revolution von 1979. Bereits 1936 legte Chomeini seine Gedanken über eine „islamische Regierung“ wie folgt dar:

„Die islamische Regierung ist eine gesetzliche Regierung. In einer solchen Regierung kommt die Souveränität nur Gott zu, und das Gesetz ist Anweisung und Erlaß Gottes. Das islamische Gesetz oder die Anweisung Gottes hat für alle Menschen und für die islamische Regierung Gültigkeit. Alle Menschen – angefangen vom edlen Propheten bis zu seinen Nachfolgern (Kalifen) sowie alle anderen Menschen unterstehen für immer diesem Gesetz, das von dem gnädigen und allmächtigen Gott geoffenbart und in der Sprache des Koran und des edlen Propheten verkündet wurde. Wenn der edle Prophet mit dem Amt des Stellvertreters betraut wurde, so geschah dies durch den Willen Gottes. Der barmherzige und allmächtige Gott hat den Propheten als Stellvertreter eingesetzt: als ‚Stellvertreter Gottes auf Erden‘, damit niemand nach eigenem Gutdünken eine Regierung bildet und Oberhaupt der Muslime sein will … Ebenfalls hat Gott, der Allmächtige, nachdem die Möglichkeit bestand, daß Meinungsverschiedenheiten in der Gemeinde auftreten – denn sie hatten sich dem Islam noch nicht lange zugewandt und sich ihm erst vor kurzer Zeit verpflichtet –, den Propheten durch die Offenbarung beauftragt, sofort dort mitten in der Wüste die Anweisung zur Bildung eines Nachfolgeramtes zu geben. Danach hat der edle Prophet nach Anweisung und unter Befolgung des göttlichen Gesetzes den Herrscher der Gläubigen [gemeint ist hier ʿAlī ibn Abī Tālib] zum Nachfolger (Kalifen) ernannt. Er tat dies nicht, weil es sich um seinen Schwiegersohn handelte oder weil dieser besondere Dienste geleistet hätte, sondern weil er durch das göttliche Gesetz bevollmächtigt wurde, sich ihm unterordnete und die göttlichen Anweisungen durchführte. Daraus ergibt sich, dass die Regierung im Islam in der Befolgung der Gesetze besteht. Nur das Gesetz hat für die Gemeinschaft Weisungsbefugnis. Daraus ergibt sich auch, daß die festgesetzten Befugnisse, die dem edlen Propheten und Herrscher gegeben wurden, von Gott stammen …“

Da die Zwölferschiiten davon ausgehen, dass sich der derzeitige Stellvertreter Gottes und Kalif Muhammad ibn Hasan al-Mahdi seit dem Jahr 941 gänzlich verbirgt, entwickelte Chomeini das Konzept der Statthalterschaft der Rechtsgelehrten, um die islamische Gesellschaft zu regieren (→ Politisches System des Iran). Offiziell erklärt die Islamische Republik Iran ihre Staatlichkeit als „Kristallisation des politischen Ideals eines in Religion und Denkweise gleichgesinnten Volkes, das sich organisiert, um bei dem geistigen und ideologischen Entwicklungsprozeß den Weg zu seinem letztendlichen Ziel – den Weg zu Gott hin – zu ebnen.“

### Weitere Entwicklungen
Im Verlauf des 20. Jahrhunderts gab es einen regen Diskurs über den islamischen Staat. Seit den 1940er Jahren entwickelte Mahmud Muhammad Taha eine dem Sozialismus nahestehende Islaminterpretation, aus der er die Forderung nach „Freiheit als natürliches Recht“, die „Gemeinschaftlichkeit des Besitzes“ und die „vollkommene Gleichberechtigung zwischen Männern und Frauen“ ableitete. Einige Autoren arbeiteten ihre Überlegungen zu Entwürfen eines islamischen Staats aus. Während in einigen Staatsentwürfen das Konzept des Kalifats im Vordergrund stand, so zum Beispiel bei Taqī ad-Dīn an-Nabhānī, wurde in salafistischen Kreisen, die sich an Ibn Taimiya orientieren, die Anwendung der Scharia in der Politik zum Maßstab für die Islamizität des Staates gemacht, etwa bei Muhammad Abd al-Salam Faradsch und bei Hasan at-Turabi. Seit den 1970er Jahren spielten auf der einen Seite Konzepte wie Konsultation, Demokratie und Pluralismus eine wichtigere Rolle, auf der anderen Seite reifte seit dieser Zeit auch das Konzept des Dschihadismus, wonach der islamische Staat mit Mitteln des Terrorismus und der militärischen Gewalt vorbereitet und durchgesetzt werden soll. Ein früher Vertreter des „bewaffneten Dschihad“ war der Muslimbruder Abdallah Yusuf Azzam, der Abu Musab az-Zarqawi, Nadschm ad-Din Faradsch Ahmad und den jungen Osama bin Laden inspirierte.

## Kritik
Zahlreiche Islamkritiker verwarfen die entstandenen Vorstellungen über einen islamischen Staat, zogen Vergleiche zum Faschismus und prägten als politisches Schlagwort den Begriff Islamfaschismus. Der Politologe Armin Pfahl-Traughber hält die Einordnung des Islamismus und dessen Streben nach einem islamischen Staat als „grünen Faschismus“ nicht für überzeugend. Stattdessen betont er die unterschiedlichen Handlungsstile der Islamisten von der Parteipolitik über die Sozialarbeit hin zum Terrorismus. Insgesamt bilanziert er deren Streben, zu dessen Hauptmerkmalen er die „Absolutsetzung des Islam als Lebens- und Staatsordnung“ zählt, als eine Form des religiösen Extremismus, als ein Phänomen des politischen Fundamentalismus und als eine Variante des ideologischen Totalitarismus. Der deutsche Politikwissenschaftler Bassam Tibi kommentierte das Streben muslimischer Fundamentalisten nach einem theokratischen Staatsmodell in jüngerer Zeit wie folgt:

„Ganz gewiß ist der Glaube des islamischen Fundamentalismus unangemessen, die Anwendung der Schari’a und die Errichtung des Gottesstaates als Lösung für die Überwindung der islamischen Misere zu betrachten. Ganz im Gegenteil, die Anwendung der Schari’a hat zu Klerikal-Faschismus geführt. Wenn die Fundamentalisten als Vertreter des politischen Islam meinen, daß nur Gott herrschen könne und nur göttliches Recht, die Schari’a, die Muslime mit vorbildlichen Vorschriften ausstatte, nach denen sie ihr Leben in Unterwürfigkeit auszurichten hätten, dann verschreiben sie ihnen damit eine totalitäre Herrschaftsform. Ohne Demokratie und Säkularität kann es weder Entwicklung noch Frieden geben.“

## Bildungsversuche außerhalb bereits existierender Staaten (Auswahl)
- Boko Haram
- Islamischer Staat (Organisation)
- Jemaah Islamiyah
- Kaukasus-Emirat